# St-Ouen (Pont-Audemer)

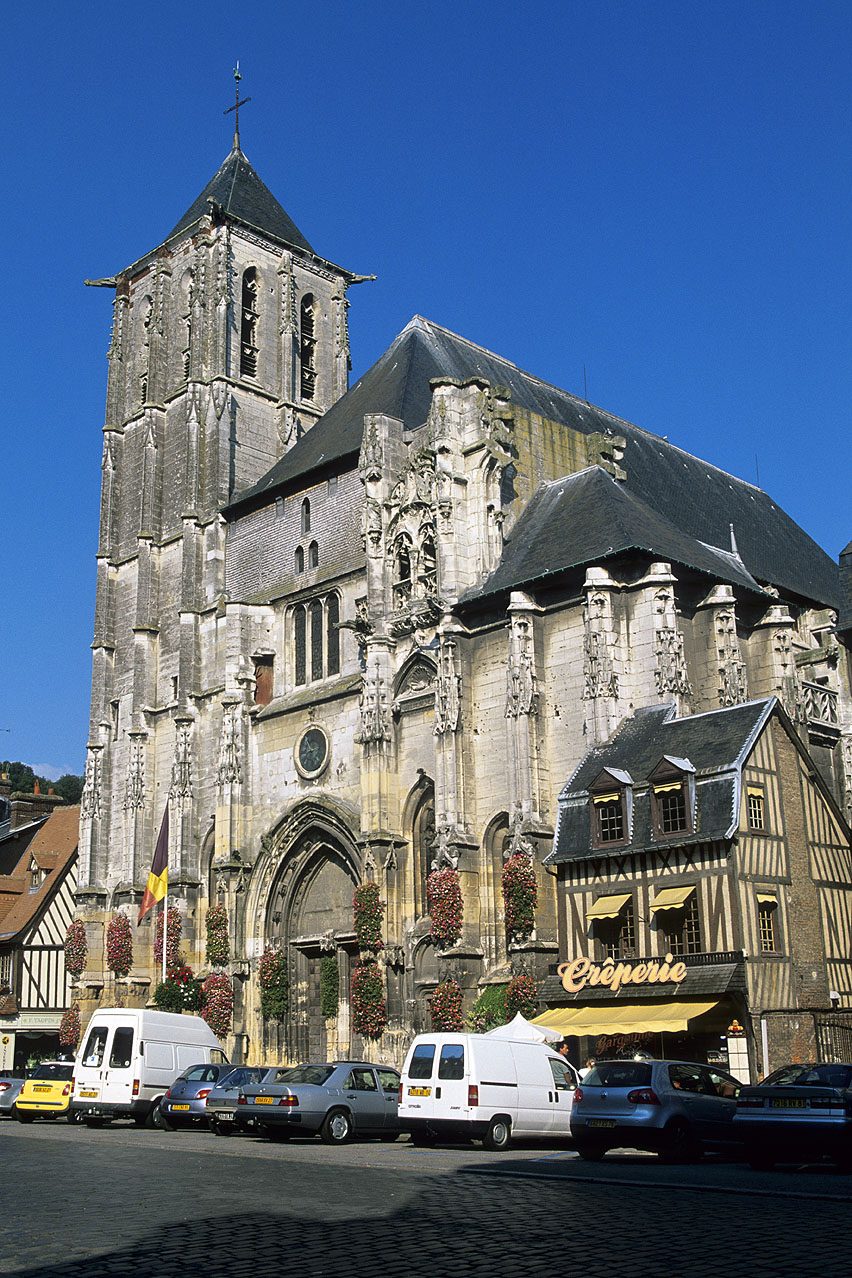
Kirche Saint-Ouen

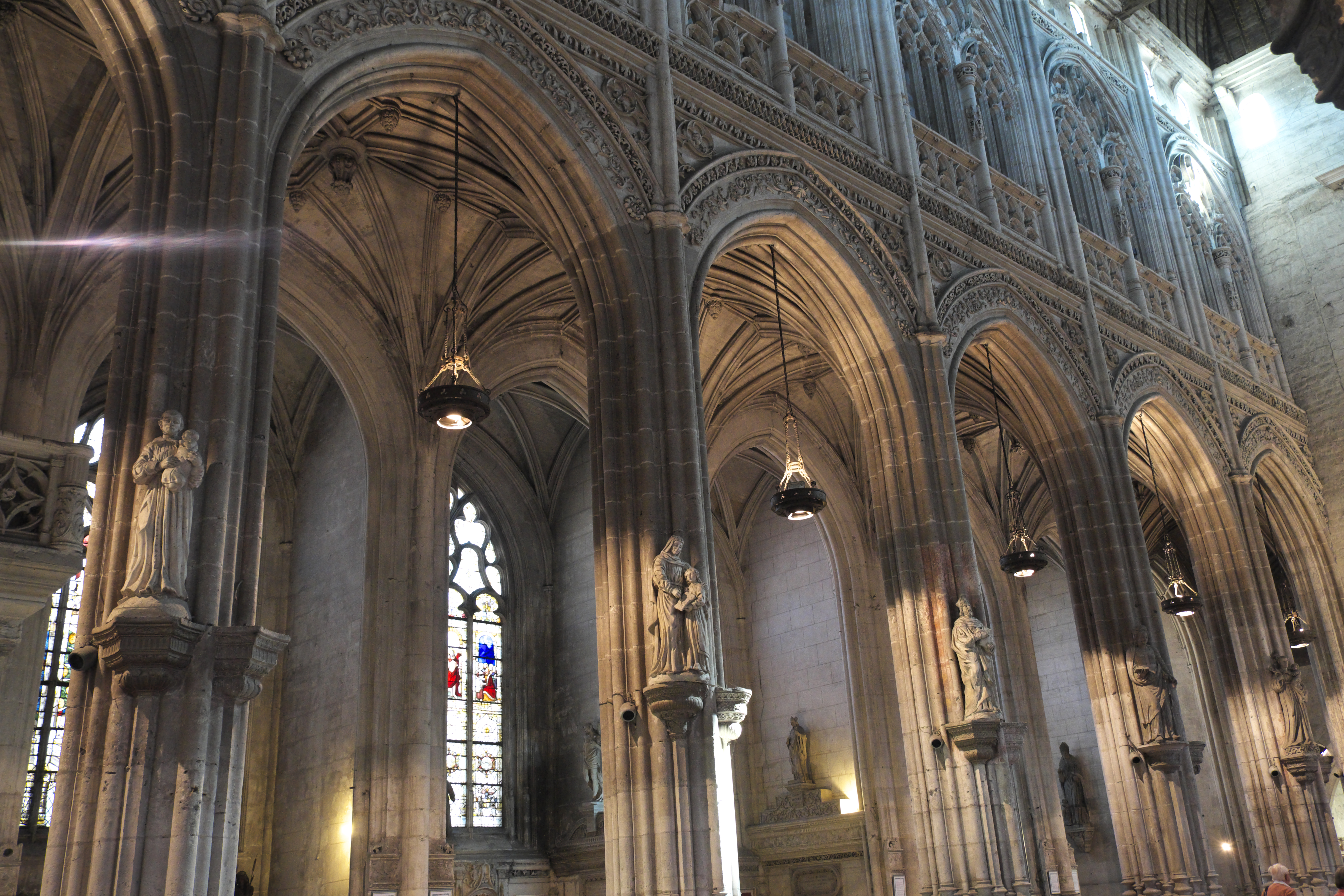
Arkaden und Triforium des Mittelschiffs

Die katholische Kirche Saint-Ouen in Pont-Audemer, einer Stadt im Département Eure in der französischen Region Normandie, wurde Ende des 15. und zu Beginn des 16. Jahrhunderts an der Stelle einer romanischen Vorgängerkirche errichtet. Der ursprünglich von der Größe einer Kathedrale geplante Bau blieb allerdings unvollendet. Aus der Entstehungszeit der Kirche sind 14 große Bleiglasfenster erhalten. Die Kirche ist dem heiligen Ouen geweiht, einem fränkischen Heiligen und Bischof von Rouen im 7. Jahrhundert. 1909 wurde die im Übergang von der Flamboyant-Gotik zur Renaissance errichtete Kirche als Monument historique in die Liste der Baudenkmäler in Frankreich aufgenommen.

## Geschichte
Der Vorgängerbau der heutigen Kirche wurde zwischen dem 11. und 13. Jahrhundert errichtet. Von dieser Kirche sind zwei romanische Kapitelle, die Vierung und teilweise der Chor erhalten. Nach dem Hundertjährigen Krieg plante man den Bau einer größeren Kirche und das romanische Schiff wurde abgebrochen. Unter dem Baumeister Michel Gohier wurden ab 1486 der Nordturm und die Westfassade errichtet und der Südturm begonnen. Ab 1506 führten die Baumeister Guillaume Morin und Thomas Theroulde die Bauarbeiten fort und erstellten die sieben Joche des Schiffs. Unter dem Baumeister Roland Le Roux entstanden die großen Mittelschiffarkaden mit ihrem reichen Renaissance-Dekor, das Triforium mit seinen Zwillingsbögen und dem Flamboyant-Maßwerk sowie das Westportal. Ab 1515 wurden die Kapellen der Seitenschiffe mit großen Bleiglasfenstern versehen, deren Auftraggeber das Bürgertum und die Bruderschaften waren. Die beiden letzten Fenster wurden in der Mitte des 16. Jahrhunderts in einer Kapelle des nördlichen Seitenschiffes eingesetzt. 1556 musste der Bau wegen Geldmangels eingestellt werden. Das vorgesehene Gewölbe aus Stein kam nicht mehr zur Ausführung und der Dachstuhl blieb in Form eines umgekehrten Schiffsrumpfes sichtbar. Der südliche Turmstumpf wurde mit einem Dach gedeckt.
Zwischen 1888 und 1895 erfolgte durch die Werkstatt von Duhamel-Marette in Evreux eine Restaurierung der alten Fenster. 1935 wurden die Rahmen und die Bleiruten erneuert und die Fenster von Jean-Jacques Grüber neu zusammengesetzt. 1939 wurden die Fenster ausgebaut und in Sicherheit gebracht. Nach dem Zweiten Weltkrieg setzte Max Ingrand die alten Scheiben wieder ein und ergänzte sie teilweise. Für den Chor und die Westfassade schuf er neue Fenster.

## Architektur
Das dreischiffige Langhaus ist in sieben Joche gegliedert. Die Seitenschiffe sind mit Kapellen versehen und mit Kreuzrippengewölben gedeckt, die mit großen skulptierten Schlusssteinen verziert sind. Der einjochige Chor besitzt noch sein Kreuzrippengewölbe aus dem 13. Jahrhundert und mündet in eine gerade geschlossene Apsis.

## Bleiglasfenster aus dem 15. und 16. Jahrhundert

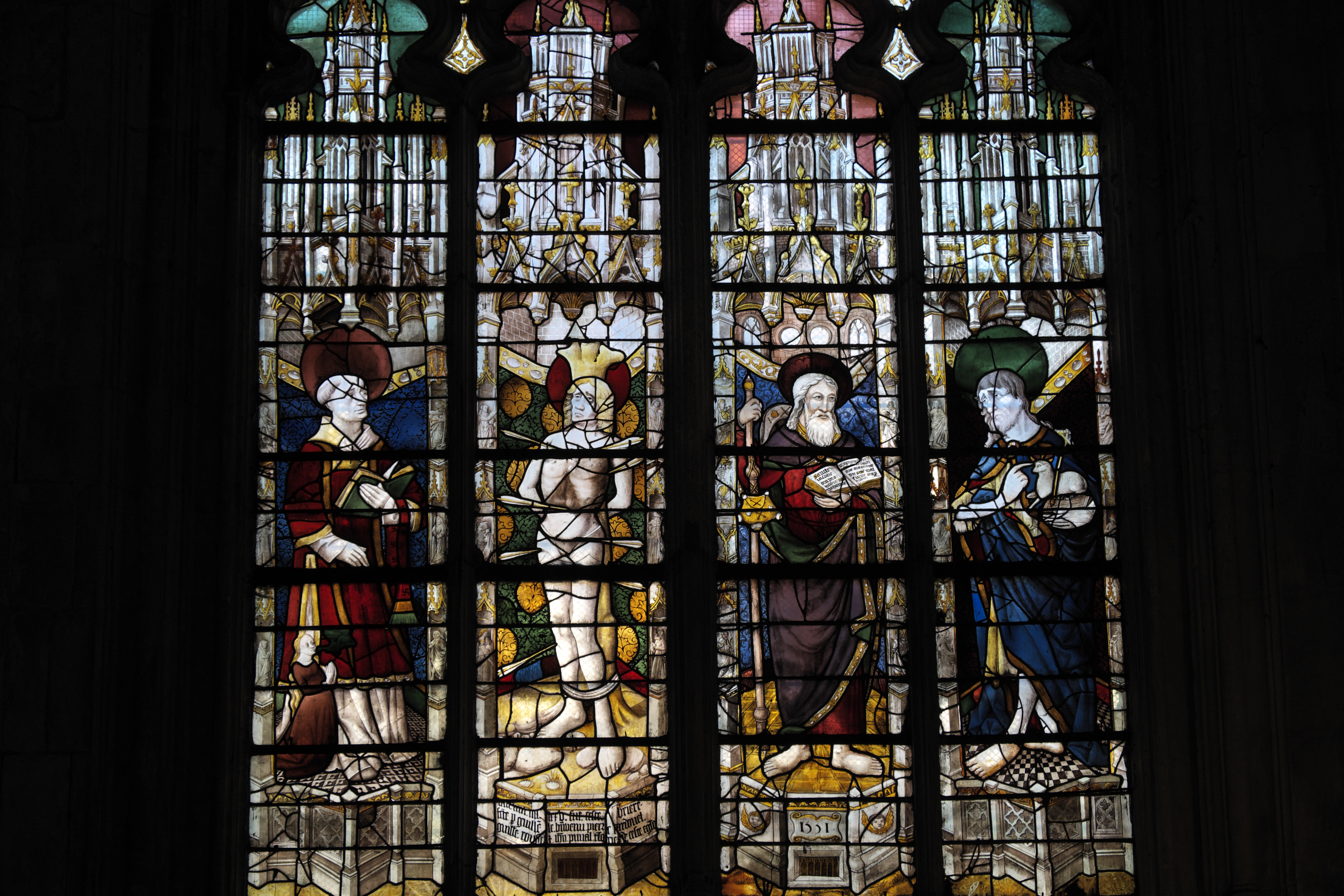
Heiliger Maturinus, heiliger Sebastian, Apostel Jakobus und Johannes der Täufer
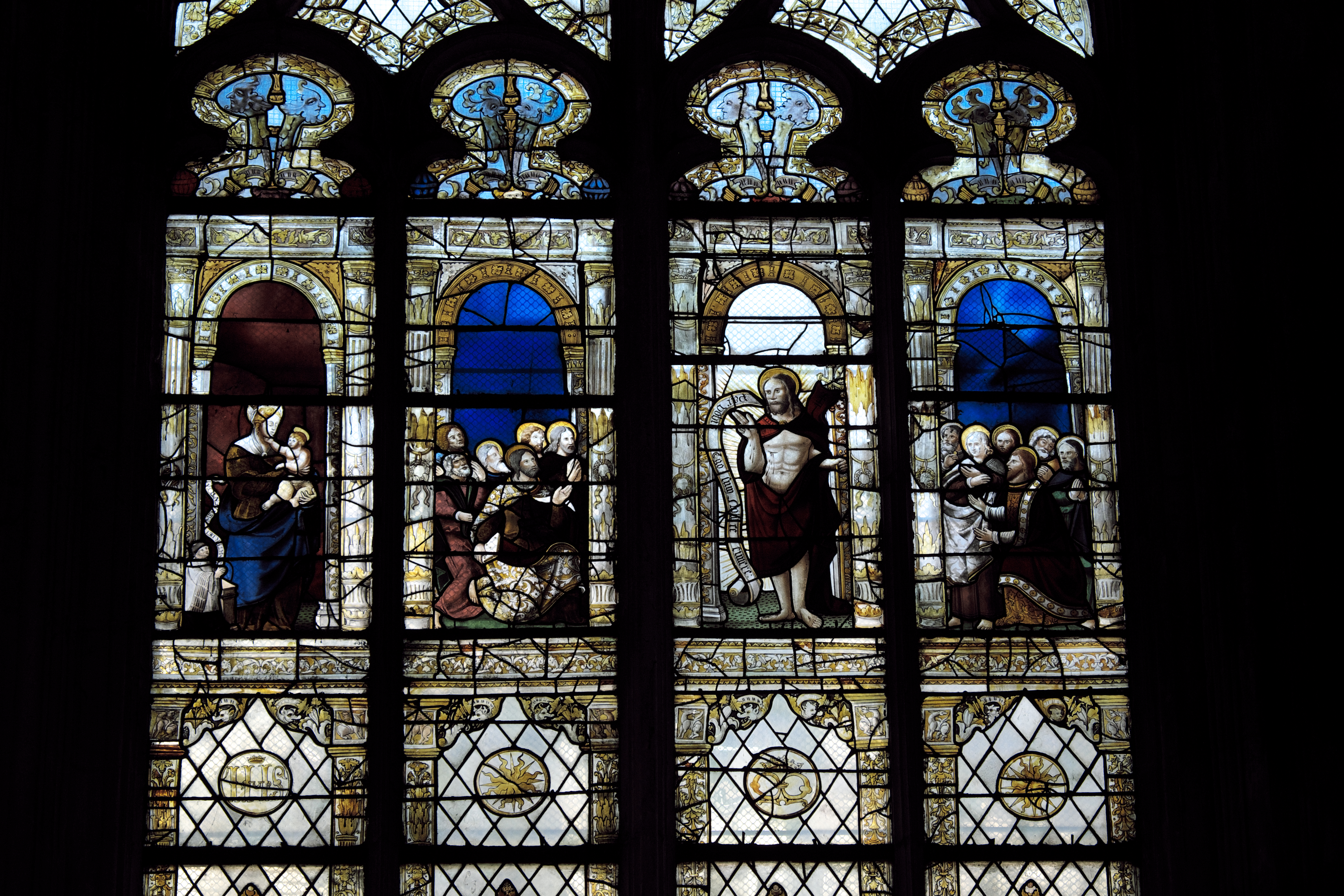
Madonna mit Kind, Christus erscheint den Aposteln
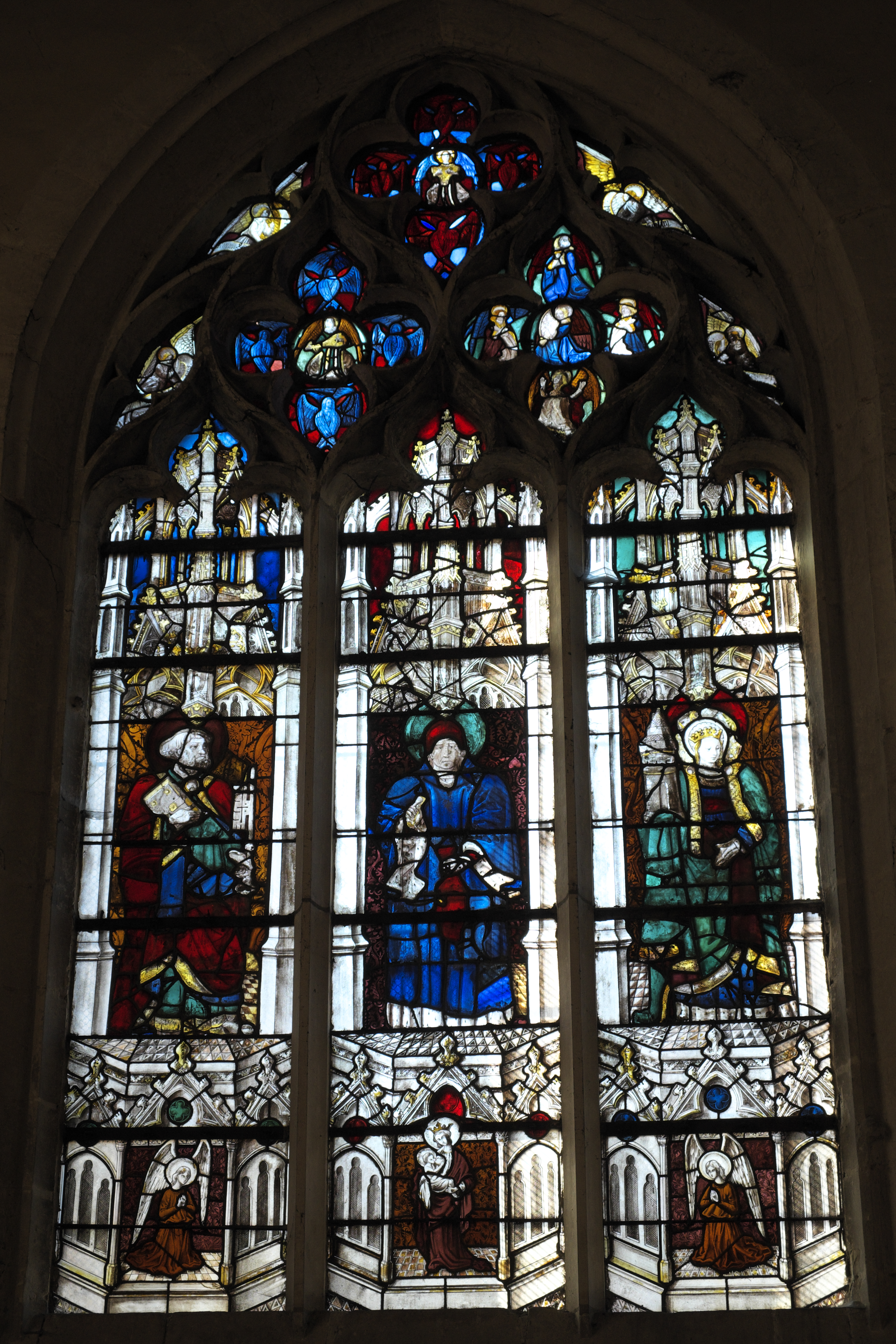
Petrus, heiliger Yvo, heilige Barbara
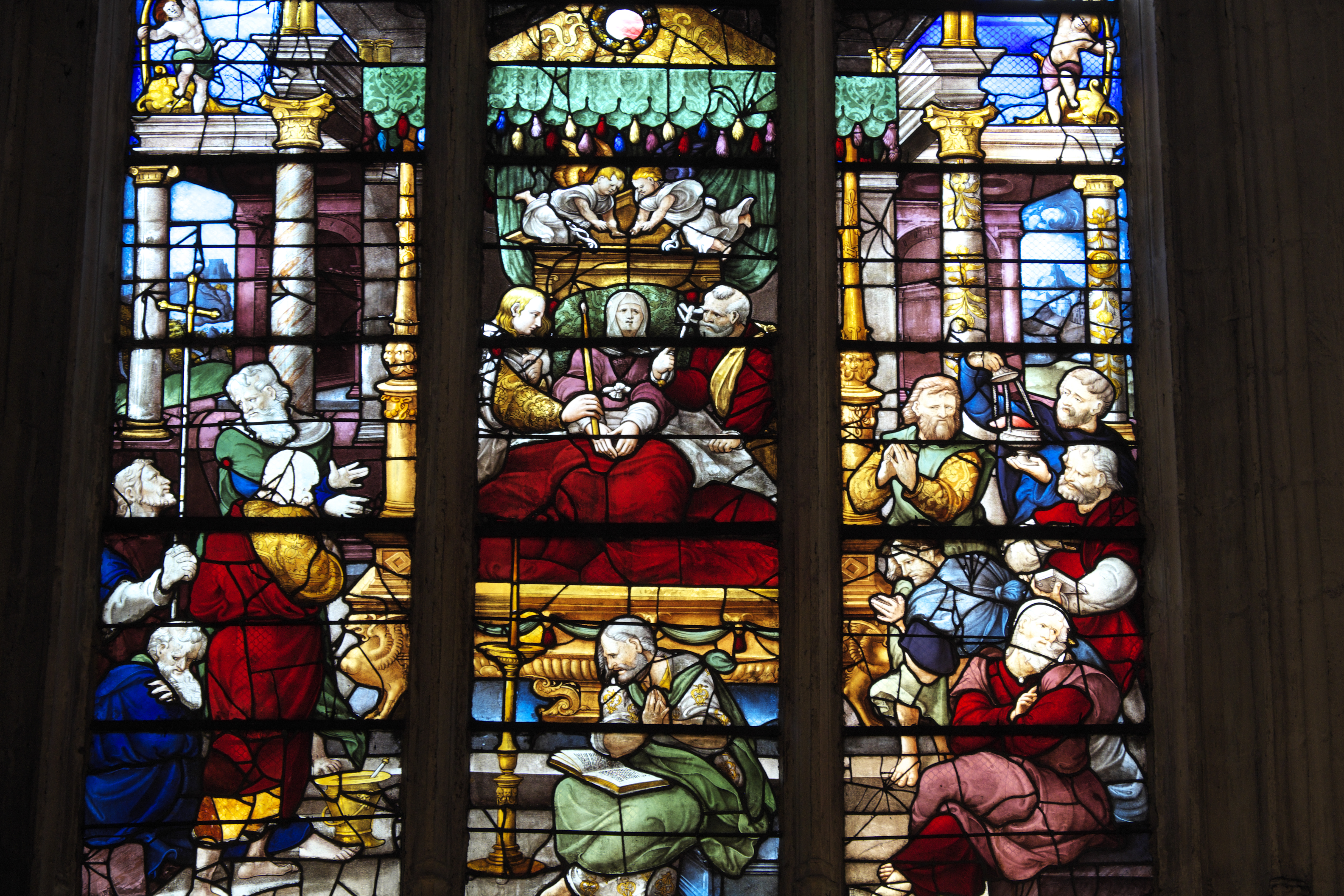
Marientod, Maria liegt in einem prächtigen Bett und wird von den Aposteln umrahmt

### Eucharistiefenster

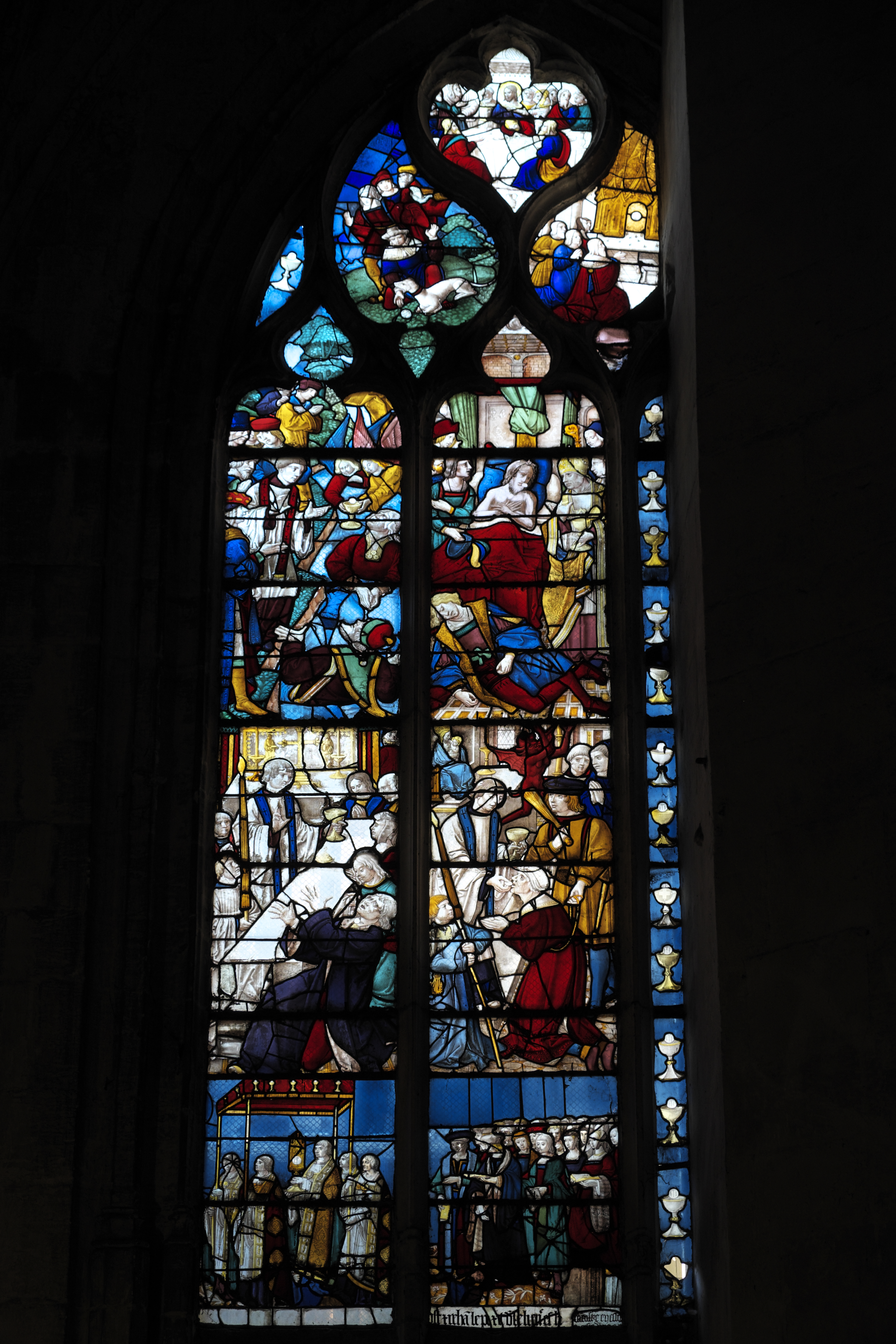
Sakrament der Eucharistie

Das Fenster der ersten Kapelle des südlichen Seitenschiffs ist der Eucharistie gewidmet. Die oberste Szene im Maßwerk stellt das Abendmahl dar, in einer Szene darunter erkennt ein Hund eine Hostie. In den anderen Szenen wird die Kommunion einem Sterbenden gespendet, ein Frevler kann die Hostie nicht behalten und spuckt sie wieder aus. In einer anderen Darstellung wird ein Besessener durch die Erteilung der Kommunion vom Teufel befreit. Die unteren Scheiben geben eine Prozession wieder, unter einem Traghimmel sieht man einen Priester, der eine Monstranz mit dem Allerheiligsten vor sich her trägt.

### Audoenus-Fenster

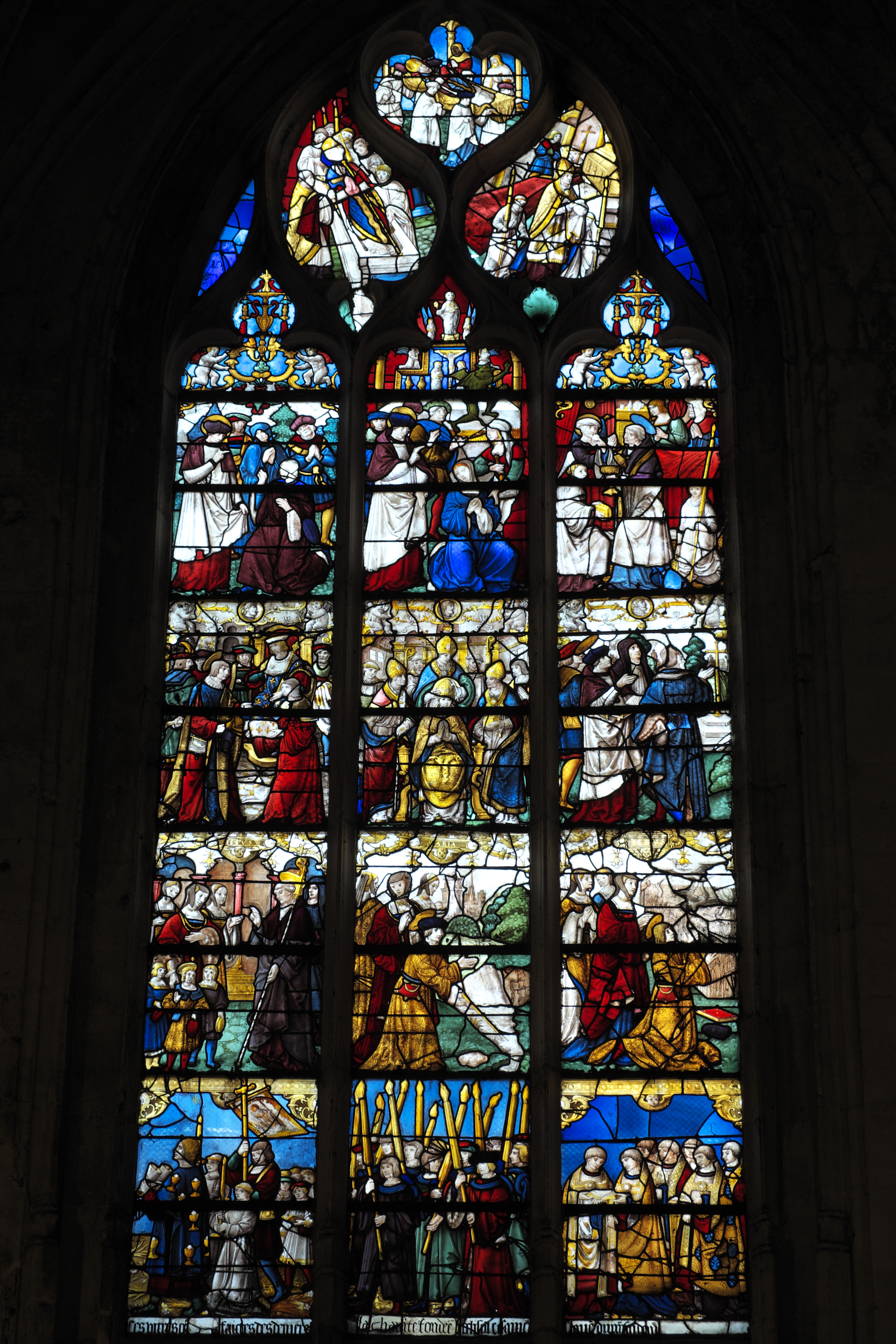
Legende des heiligen Audoenus

Das Fenster erzählt Episoden aus der Legende des heiligen Audoenus, des Schutzpatrons der Kirche. Der junge Audoenus wird mit seinen Brüdern vom heiligen Columban von Luxeuil gesegnet. In einer Szene lässt er eine Quelle sprudeln, in einer anderen Szene wird er von König Dagobert I. berufen. Audoenus wird zum Bischof von Rouen gesalbt, später gründet er ein Kloster. Er heilt einen Müller und treibt einen Teufel aus. In der letzten Szene wird ihm die Sterbekommunion gespendet. Die Szenen im Maßwerk schildern seine Bestattung und die Überführung seiner Reliquien.

### Verkündigungsfenster

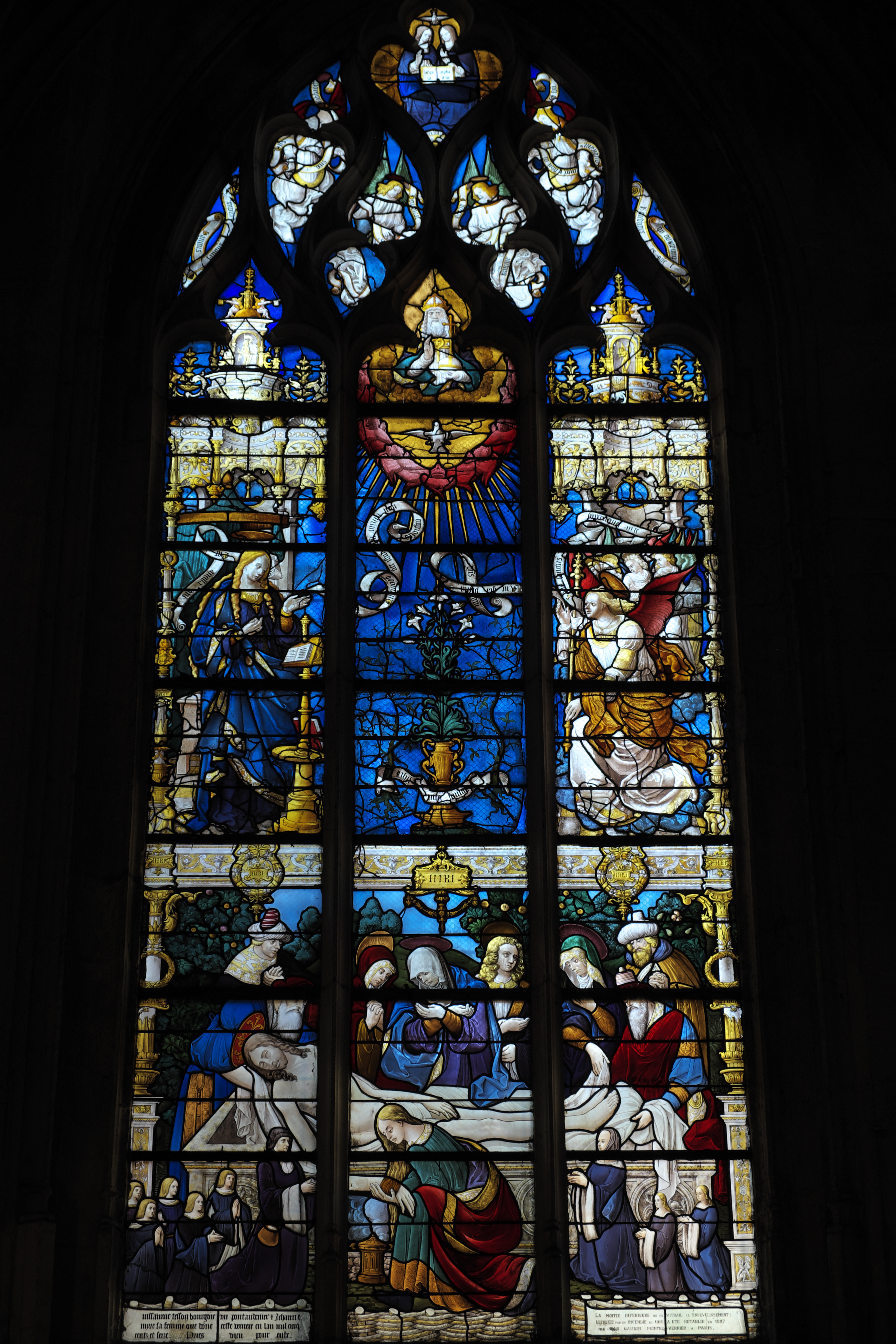
Verkündigung

Der obere Teil des Fensters stellt die Szene der Verkündigung dar. Auf der linken Seite steht Maria an einem Lesepult, rechts wendet sich ihr der Erzengel Gabriel zu. Die mittlere Scheibe wird von einer Vase mit weißen Lilien eingenommen, über der Gottvater und die Taube als Symbol des Heiligen Geistes schweben. Maria und Gabriel werden von Spruchbändern umrahmt. Im Maßwerk halten Engel Spruchbänder in den Händen, in der obersten Szene ist die Dreifaltigkeit dargestellt. Die ursprüngliche Grablegungsszene auf dem unteren Teil des Fensters ging 1913 verloren. Sie wurde 1927 von der Glasmalerei Jean Gaudin in Paris ersetzt.

### Petrus-und-Paulus-Fenster
Auf dem Fenster sind je zwei Szenen den Aposteln Petrus und Paulus gewidmet. Auf der linken oberen Scheibe geht Petrus über das Wasser, in der nächsten Szene wird er mit dem Kopf nach unten gekreuzigt. Die rechte Seite zeigt die Verwandlung des Saulus zum Paulus. Auf den unteren Scheiben sind Johannes der Täufer, der heilige Sebastian, der heilige Antonius und der Apostel Jakobus der Ältere dargestellt. Das Maßwerk ist mit musizierenden Engeln besetzt, oben thront eine Madonna mit Kind.

### Fenster der vier Heiligenlegenden
Auf den vier Bahnen des Fensters werden Episoden aus dem Leben des heiligen Eustachius, des Apostels Johannes, des heiligen Nikolaus und des heiligen Maturinus dargestellt. Der heilige Eustachius wird mit seiner Familie in einen bronzenen Stier mit kochendem Wasser geworfen. Der Apostel Johannes erleidet sein Martyrium in einem Kessel mit siedendem Öl. Die drei Scholaren im Salzfass erinnern an eines der Wunder des heiligen Nikolaus. Der heilige Maturinus treibt einen Teufel aus und rettet in Seenot geratene Fischer. Auf den unteren Scheiben ist die Familie des Stifters Jean de Fréville zu sehen.

### Fenster des Johannes des Täufers

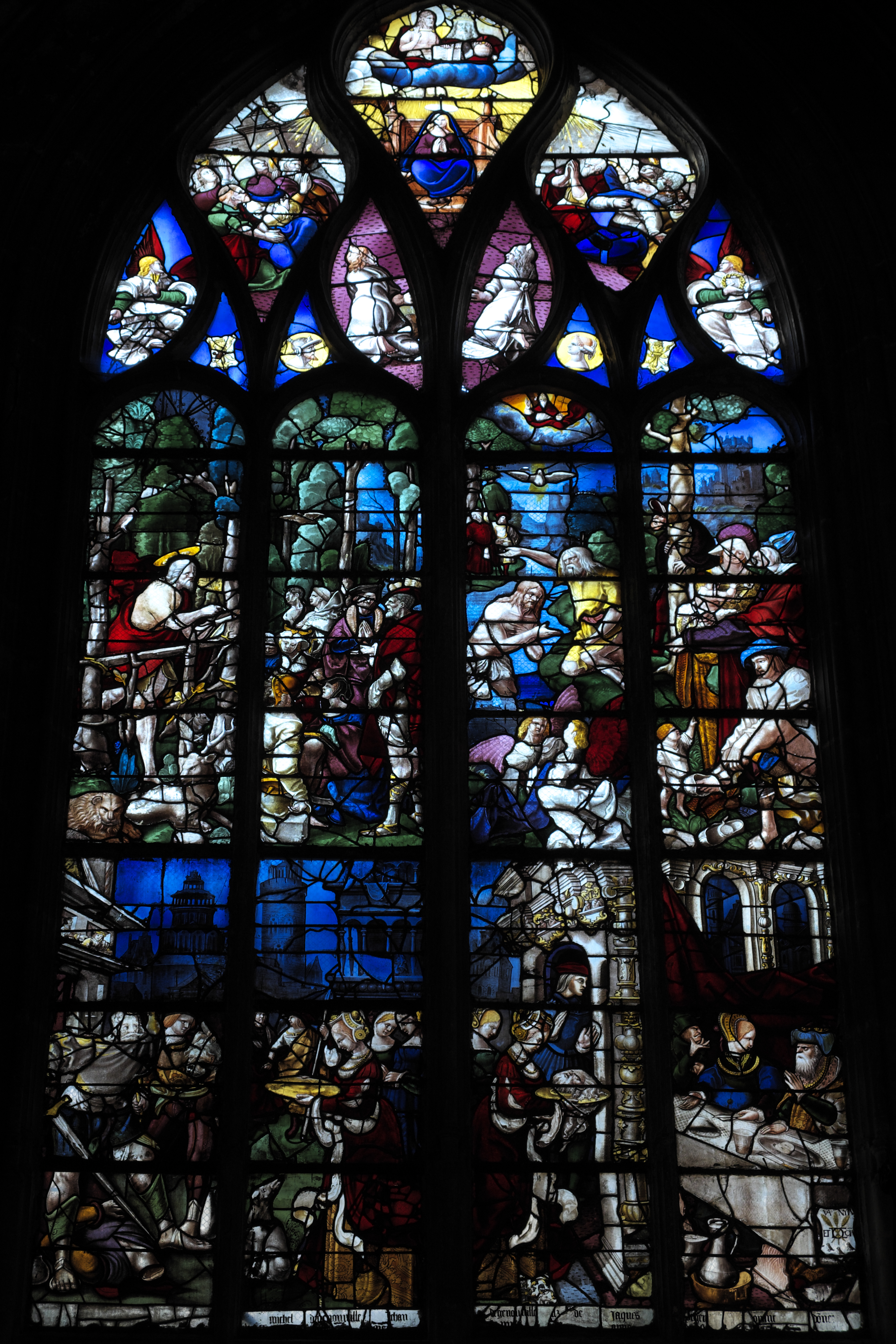
Szenen aus dem Leben des Johannes des Täufers

Die oberen Szenen zeigen Johannes den Täufer bei der Predigt und bei der Taufe Jesu. Die unteren Szenen schildern die Enthauptung des Johannes und das Festmahl des Herodes, dem Salome das Haupt des Johannes auf einer goldenen Schale präsentiert.

### Erlösungsfenster

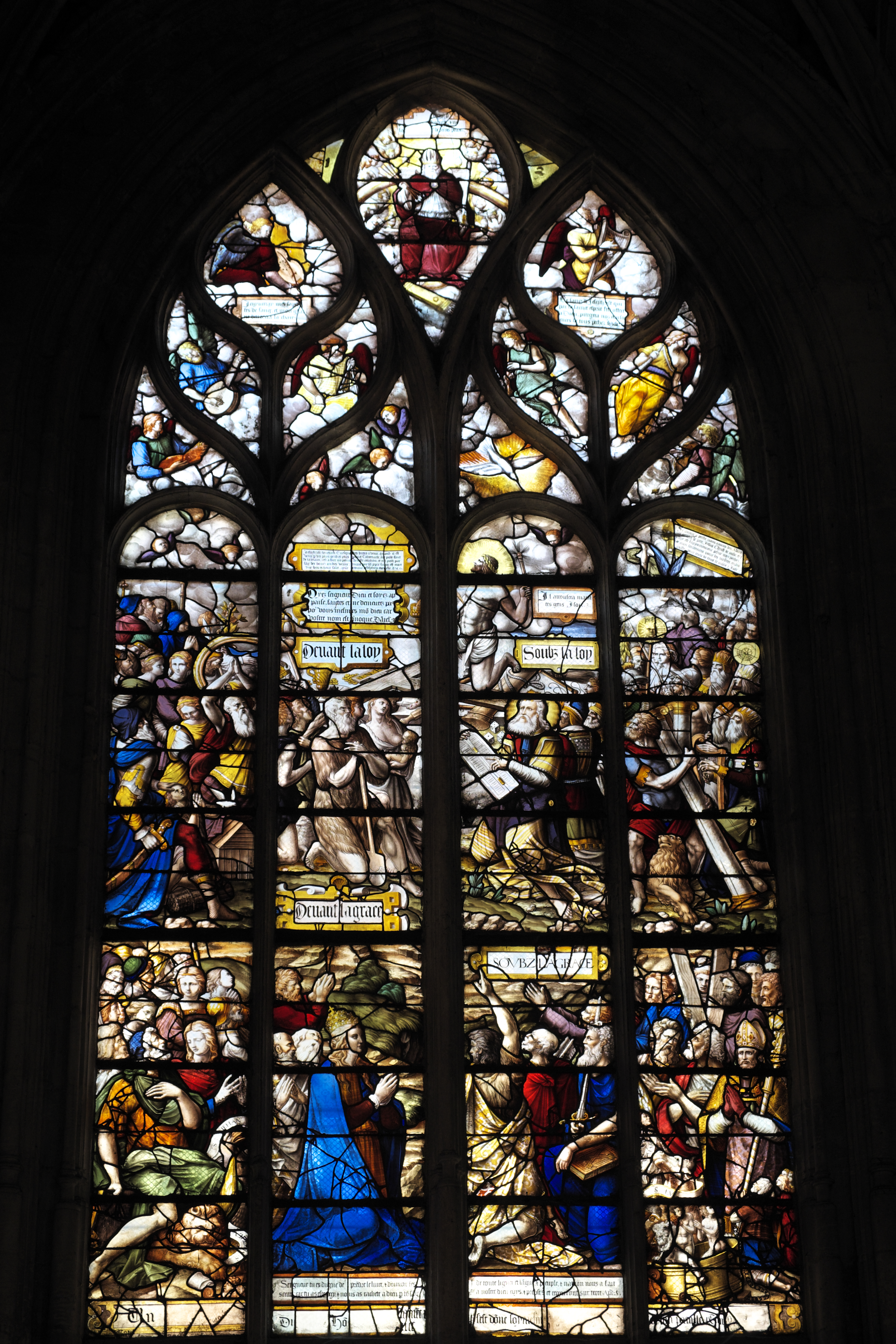
Erlösung

Das Fenster ist dem Thema der Erlösung gewidmet. In der Mitte kniet Jesus auf dem Kreuz und besprengt die Gläubigen mit seinem Blut. In der mittleren Ebene sind Adam und Eva, Moses, Samson und Könige des Alten Testaments vertreten. Im unteren Feld kniet Maria, in einen blauen Umhang gehüllt und mit der Tiara auf dem Haupt, umgeben von den Evangelisten, den Aposteln und anderen Heiligen.

### Nikolaus-Fenster

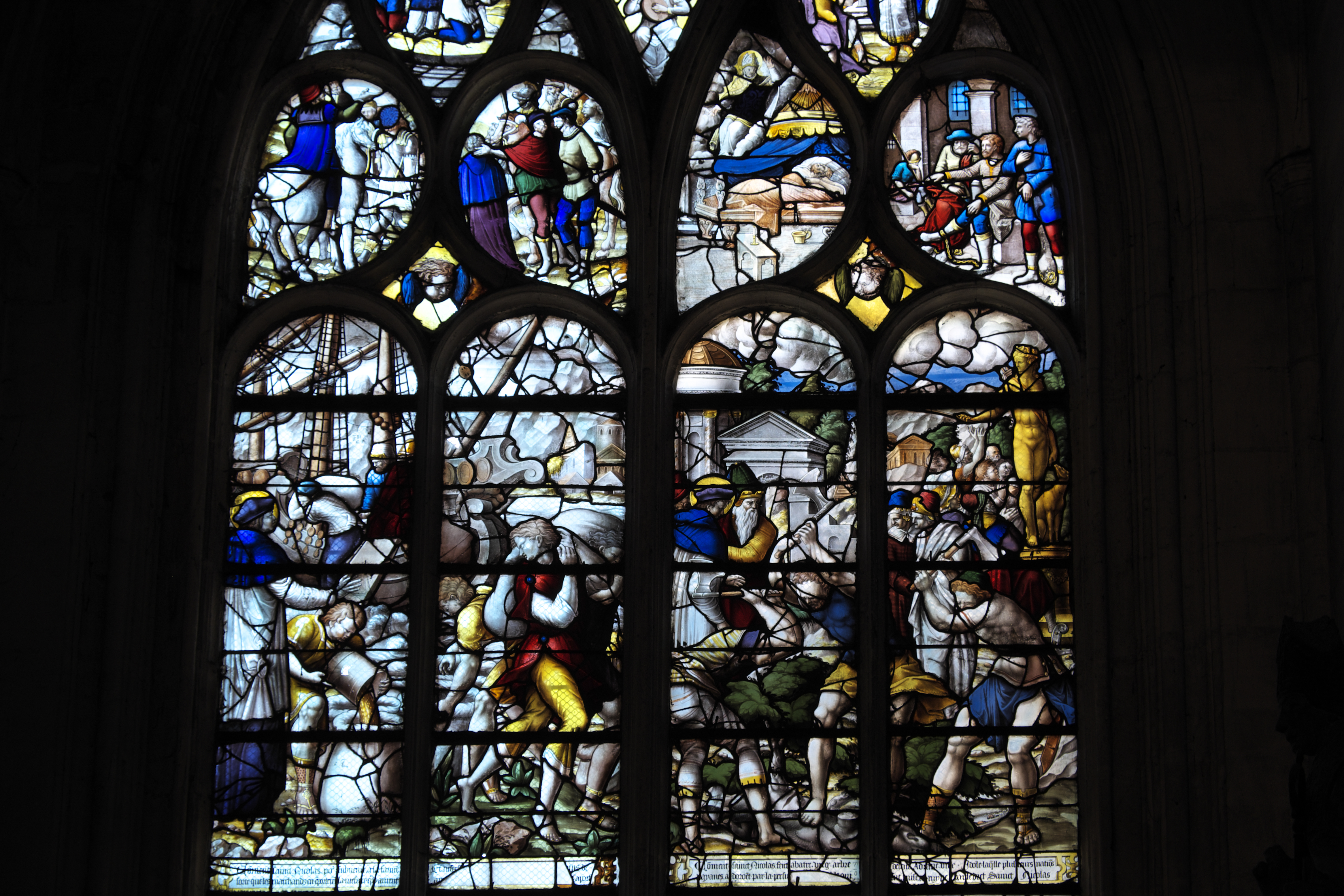
Wunder des heiligen Nikolaus

Die oberen Scheiben erinnern an zwei Wunder des heiligen Nikolaus. Auf der linken Seite wird Getreide von einem Schiff geladen, Nikolaus hatte die Fracht vermehrt und damit in Myra eine Hungersnot vermieden. Auf der rechten Seite geht Nikolaus gegen den Götzendienst vor und lässt einen Baum fällen, der der Göttin Diana geweiht war. Die unteren Scheiben sind moderne Ergänzungen von Max Ingrand. Auf ihnen sind Ludwig der Heilige, Franz von Assisi und Elisabeth von Thüringen dargestellt.

### Vinzenz-Fenster

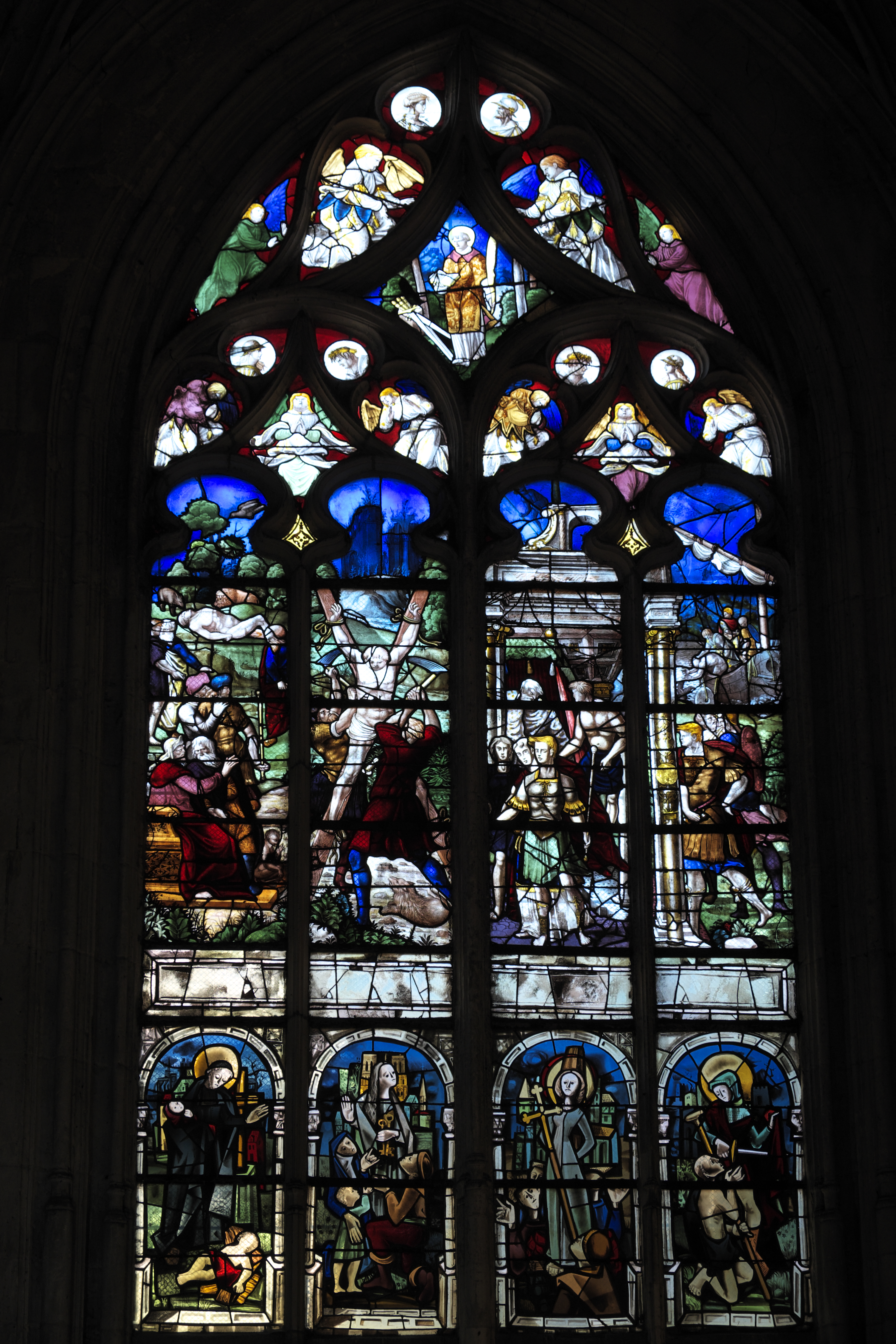
Martyrium des heiligen Vinzenz

Das Fenster schildert das Martyrium des heiligen Vinzenz. Vinzenz wird verhaftet, er wird an ein Kreuz gebunden und mit eisernen Hacken zerfleischt. Er wird wilden Tieren vorgeworfen und schließlich mit einem Mühlstein am Hals im Meer versenkt. Im Maßwerk ist der heiligen Vinzenz umgeben von Engeln dargestellt. Der untere Teil mit der Darstellung des heiligen Vinzenz von Paul, der heiligen Genoveva, Johanna von Orléans und des heiligen Martin wurde ebenfalls von Max Ingrand ergänzt.

### Honorius-Fenster
Das Fenster erzählt Episoden aus der Legende des heiligen Honorius von Amiens, des Schutzpatrons der Bäcker. Eine Szene zeigt ihn beim Unterricht, in einer anderen Szene steht er an einem Backofen und eine Magd zieht einen Brotschieber mit grünen Blättern aus dem Ofen. Nachdem Honorius zum Bischof von Amiens ernannt worden war, soll seine Magd daran gezweifelt haben. Sie wollte es nur glauben, wenn sich ihr Brotschieber in einen blühenden Strauch verwandeln würde. In der oberen linken Szene wird Honorius zum Bischof geweiht, in der Szene daneben findet eine Prozession mit dem Blätter tragenden Brotschieber statt. Die Scheiben des Maßwerks sind mit Köpfen und Engeln verziert. Es werden zwei Märtyrerinnen, der Apostel Jakobus und eine Äbtissin dargestellt und im oberen Feld der heilige Honorius.

## Orgel

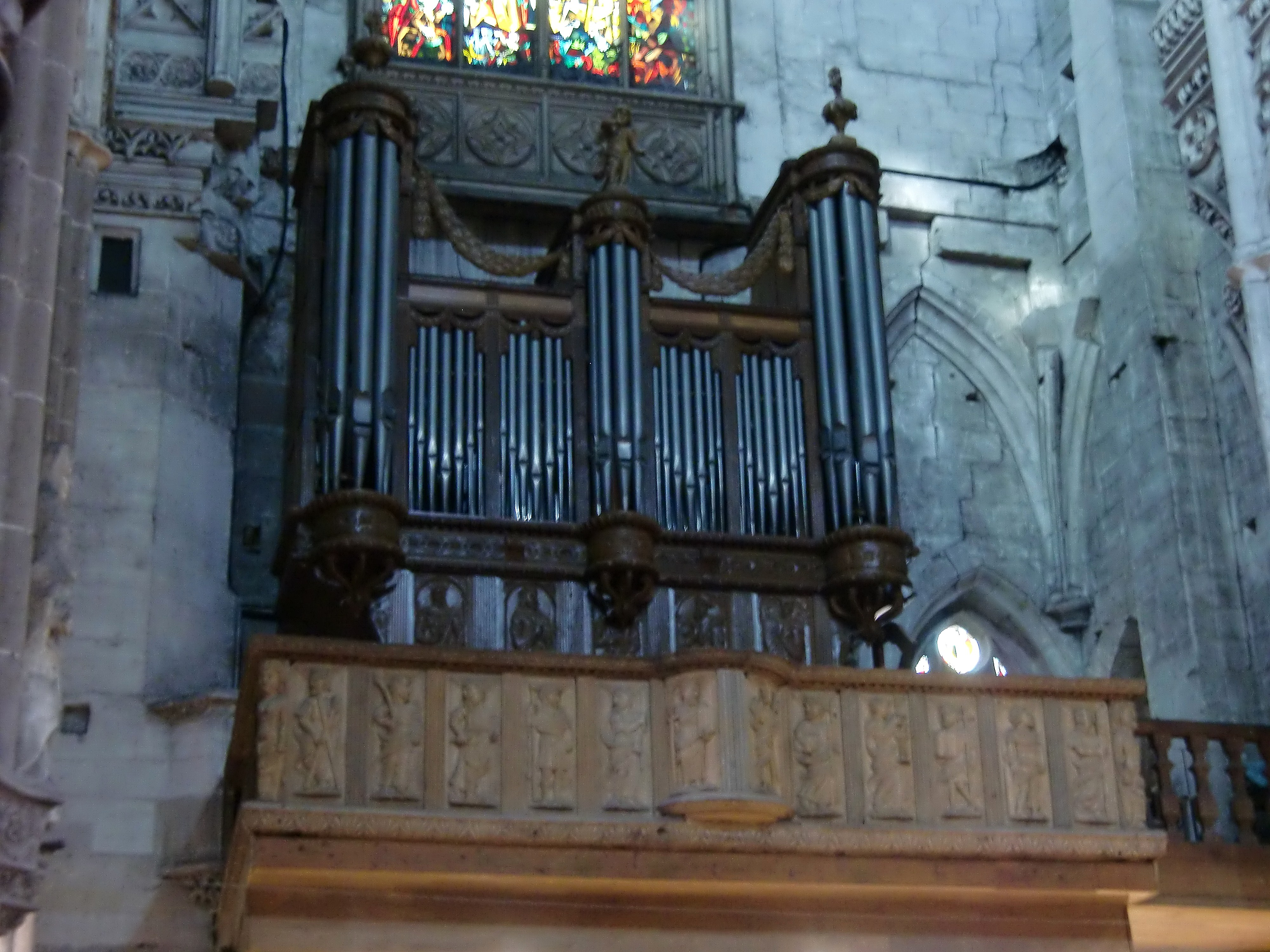
Blick auf die Orgel

Die ältesten Teile der Orgel stammen aus dem 16. und 17. Jahrhundert. Die Orgel wurde 1913 von Charles Mutin umgebaut und 1957/58 von der Orgelbaufirma Haerpfer & Erman erweitert. Der instrumentale Teil wurde 1993 zum Monument historique erklärt. Das Orgelgehäuse aus Eichenholz stammt zum großen Teil aus dem 18. Jahrhundert. Es wurde 1971 unter Denkmalschutz gestellt. In den Jahren 1995 bis 2000 wurde die Orgel durch den Orgelbauer Michel Giroud (Grenoble) restauriert und teilweise rekonstruiert. Insbesondere wurde das Orgelgehäuse auf den Ursprungszustand zurückgeführt. Das rein mechanische Instrument hat 18 Register auf zwei Manualwerken und Pedal.

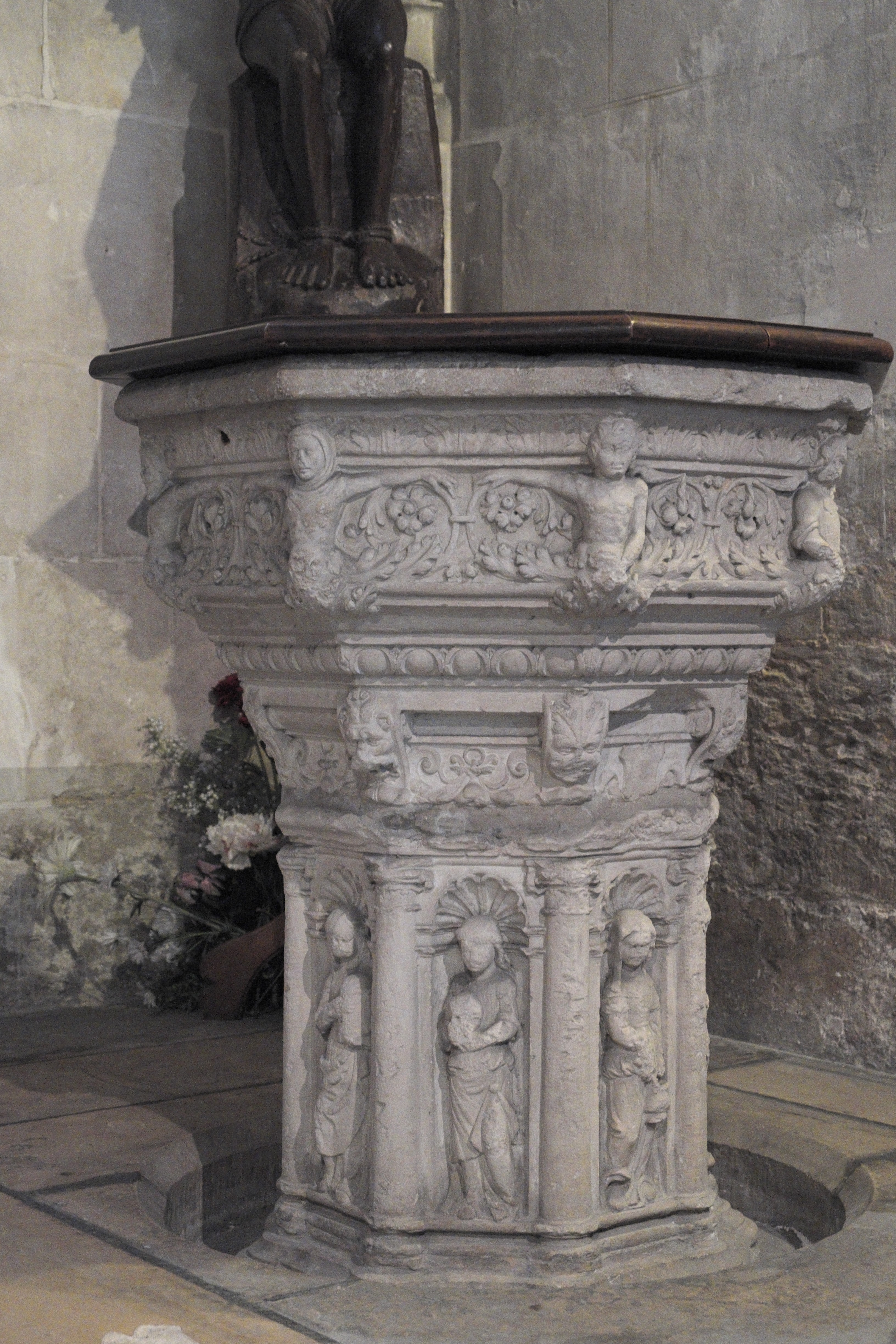
Taufbecken

| I Grand Orgue C,D-e3 |    |
| Montre               | 8′ |
| Prestant             | 4′ |
| Doublette            | 2′ |
| Fourniture IV        |    |
| Cymbale III          |    |
| Cornet V             |    |
| Trompette            | 8′ |
| Clairon              | 4′ |

| II Positif C,D-e3 |        |
| Bourdon           | 8′     |
| Flûte             | 4′     |
| Nasard            | 2 ⁄3′  |
| Flûte             | 2′     |
| Tierce            | 1 3⁄5′ |
| Petit nasard 0    | 1 ⁄3′  |
| Flageolet         | 1′     |
| Cromorne          | 8′     |
| Tremblant         |        |

| Pédalier C-f1 |    |
| Flûte         | 8′ |
| Trompette 0   | 8′ |

- Koppeln: II/I, I/P

## Taufbecken
In einer Kapelle des nördlichen Seitenschiffs steht ein Taufbecken aus dem 16. Jahrhundert, das mit reichem Renaissance-Dekor verziert ist.